# San Colombano Certenoli
San Colombano Certenoli är en kommun i  storstadsregionen Genua, innan 2015 provinsen Genova, i regionen Ligurien i Italien. Kommunen hade 2 622 invånare (2018).